# Nagy-Britannia az 1998. évi téli olimpiai játékokon
Nagy-Britannia a japán Naganóban megrendezett 1998. évi téli olimpiai játékok egyik részt vevő nemzete volt. Az országot az olimpián 7 sportágban 34 sportoló képviselte, akik összesen 1 érmet szereztek.

## Érmesek
| Érem  | Versenyző                                           | Sportág | Versenyszám  |
| ----- | --------------------------------------------------- | ------- | ------------ |
| Bronz | Sean Olsson Dean Ward Courtney Rumbolt Paul Attwood | Bob     | Férfi négyes |

## Alpesisí
Férfi
| Versenyző         | Versenyszám            | 1. futam | 1. futam | 2. futam | 2. futam | Összesítés    | Összesítés    |
| Versenyző         | Versenyszám            | Idő      | Hely.    | Idő      | Hely.    | Idő           | Helyezés      |
| ----------------- | ---------------------- | -------- | -------- | -------- | -------- | ------------- | ------------- |
| Alain Baxter      | Műlesiklás             | kizárták | kizárták | kiesett  | kiesett  | kiesett       | kiesett       |
| Alain Baxter      | Óriás-műlesiklás       | 1:26,29  | 39.      | 1:23,53  | 31.      | 2:49,82       | 31.           |
| Graham Bell       | Lesiklás               |          |          |          |          | 1:53,93       | 23.           |
| Graham Bell       | Szuperóriás-műlesiklás |          |          |          |          | 1:39,80       | 31.           |
| Andrew Freshwater | Lesiklás               |          |          |          |          | nem ért célba | nem ért célba |
| Andrew Freshwater | Szuperóriás-műlesiklás |          |          |          |          | 1:39,89       | 33.           |

| Versenyző         | Versenyszám | Műlesiklás    | Műlesiklás    | Műlesiklás | Műlesiklás | Műlesiklás | Műlesiklás | Lesiklás | Lesiklás | Összesítés | Összesítés |
| Versenyző         | Versenyszám | 1. futam      | 1. futam      | 2. futam   | 2. futam   | Össz.      | Össz.      | Lesiklás | Lesiklás | Összesítés | Összesítés |
| Versenyző         | Versenyszám | Idő           | Hely.         | Idő        | Hely.      | Idő        | Hely.      | Idő      | Hely.    | Idő        | Helyezés   |
| ----------------- | ----------- | ------------- | ------------- | ---------- | ---------- | ---------- | ---------- | -------- | -------- | ---------- | ---------- |
| Andrew Freshwater | Összetett   | nem ért célba | nem ért célba | kiesett    | kiesett    | kiesett    | kiesett    | kiesett  | kiesett  | kiesett    | kiesett    |
| James Ormond      | Összetett   | nem ért célba | nem ért célba | kiesett    | kiesett    | kiesett    | kiesett    | kiesett  | kiesett  | kiesett    | kiesett    |

Női
| Versenyző             | Versenyszám      | 1. futam      | 1. futam      | 2. futam | 2. futam | Összesítés | Összesítés |
| Versenyző             | Versenyszám      | Idő           | Hely.         | Idő      | Hely.    | Idő        | Helyezés   |
| --------------------- | ---------------- | ------------- | ------------- | -------- | -------- | ---------- | ---------- |
| Emma Carrick-Anderson | Műlesiklás       | nem ért célba | nem ért célba | kiesett  | kiesett  | kiesett    | kiesett    |
| Sophie Ormond         | Óriás-műlesiklás | nem ért célba | nem ért célba | kiesett  | kiesett  | kiesett    | kiesett    |

## Biatlon
Férfi
| Versenyző  | Versenyszám  | Lövőhiba    | Időeredmény | Helyezés |
| ---------- | ------------ | ----------- | ----------- | -------- |
| Mike Dixon | 10 km sprint | 0 (0+0)     | 30:34,4     | 47.      |
| Mike Dixon | 20 km egyéni | 1 (0+1+0+0) | 1:01:08,0   | 33.      |
| Mark Gee   | 10 km sprint | 5 (4+1)     | 33:00,3     | 68.      |
| Mark Gee   | 20 km egyéni | 7 (2+2+0+3) | 1:07:46,8   | 68.      |

## Bob
| Versenyző                                           | Versenyszám | 1. futam | 1. futam | 2. futam | 2. futam | 3. futam | 3. futam | 4. futam | 4. futam | Összesítés | Összesítés |
| Versenyző                                           | Versenyszám | Idő      | Hely.    | Idő      | Hely.    | Idő      | Hely.    | Idő      | Hely.    | Idő        | Helyezés   |
| --------------------------------------------------- | ----------- | -------- | -------- | -------- | -------- | -------- | -------- | -------- | -------- | ---------- | ---------- |
| Sean Olsson Lenny Paul                              | Kettes      | 55,24    | 14.      | 55,12    | 18.      | 54,85    | 16.      | 54,73    | 12.      | 3:39,94    | 15.        |
| Lee Johnston Eric Sekwalor                          | Kettes      | 55,51    | 22.      | 55,19    | 19.      | 55,16    | 18.      | 55,02    | 18.      | 3:40,88    | 20.        |
| Sean Olsson Dean Ward Courtney Rumbolt Paul Attwood | Négyes      | 52,77    | 2.       | 53,58    | 10.      | 53,71    | 3.       |          |          | 2:40,06    | *          |

* - egy másik csapattal azonos eredményt ért el

## Curling

### Férfi
- Douglas Dryburgh
- Peter Wilson
- Phil Wilson
- Ronnie Napier
- James Dryburgh

#### Eredmények
Csoportkör
| Nemzet           | Szkip             | Gy | V |
| ---------------- | ----------------- | -- | - |
| Kanada           | Mike Harris       | 6  | 1 |
| Norvégia         | Eigil Ramsfjell   | 5  | 2 |
| Svájc            | Patrick Hürlimann | 5  | 2 |
| Egyesült Államok | Tim Somerville    | 3  | 4 |
| Japán            | Curuga Makoto     | 3  | 4 |
| Svédország       | Peja Lindholm     | 3  | 4 |
| Nagy-Britannia   | Douglas Dryburgh  | 2  | 5 |
| Németország      | Andy Kapp         | 1  | 6 |

- február 9., 14:00

| Sheet B            | Sheet B                   | 1 | 2 | 3 | 4 | 5 | 6 | 7 | 8 | 9 | 10 | VE |
| 1. end utolsó köve | Norvégia (Ramsfjell)      | 0 | 0 | 0 | 0 | 0 | 1 | 0 | 0 | 1 | X  | 2  |
|                    | Nagy-Britannia (Dryburgh) | 0 | 1 | 1 | 0 | 1 | 0 | 0 | 1 | 0 | X  | 4  |

- február 10., 9:00

| Sheet C            | Sheet C                   | 1 | 2 | 3 | 4 | 5 | 6 | 7 | 8 | 9 | 10 | VE |
|                    | Svájc (Hürlimann)         | 0 | 3 | 0 | 3 | 0 | 2 | 0 | 2 | X | X  | 10 |
| 1. end utolsó köve | Nagy-Britannia (Dryburgh) | 1 | 0 | 1 | 0 | 1 | 0 | 1 | 0 | X | X  | 4  |

- február 10., 19:00

| Sheet A            | Sheet A                   | 1 | 2 | 3 | 4 | 5 | 6 | 7 | 8 | 9 | 10 | VE |
| 1. end utolsó köve | Kanada (Harris)           | 2 | 0 | 2 | 0 | 1 | 0 | 2 | 3 | X | X  | 10 |
|                    | Nagy-Britannia (Dryburgh) | 0 | 1 | 0 | 1 | 0 | 1 | 0 | 0 | X | X  | 3  |

- február 11., 14:00

| Sheet D            | Sheet D                   | 1 | 2 | 3 | 4 | 5 | 6 | 7 | 8 | 9 | 10 | VE |
| 1. end utolsó köve | Svédország (Lindholm)     | 2 | 0 | 0 | 1 | 0 | 3 | 0 | 1 | 0 | 0  | 7  |
|                    | Nagy-Britannia (Dryburgh) | 0 | 0 | 1 | 0 | 3 | 0 | 1 | 0 | 0 | 0  | 5  |

- február 12., 9:00

| Sheet B            | Sheet B                   | 1 | 2 | 3 | 4 | 5 | 6 | 7 | 8 | 9 | 10 | VE |
|                    | Nagy-Britannia (Dryburgh) | 1 | 0 | 3 | 0 | 2 | 1 | 2 | 0 | 0 | X  | 9  |
| 1. end utolsó köve | Japán (Curuga)            | 0 | 2 | 0 | 2 | 0 | 0 | 0 | 0 | 1 | X  | 5  |

- február 12., 19:00

| Sheet C            | Sheet C                   | 1 | 2 | 3 | 4 | 5 | 6 | 7 | 8 | 9 | 10 | VE |
|                    | Nagy-Britannia (Dryburgh) | 0 | 0 | 0 | 0 | 0 | 2 | 0 | 0 | 2 | 0  | 4  |
| 1. end utolsó köve | Németország (Kapp)        | 1 | 0 | 1 | 1 | 2 | 0 | 0 | 1 | 0 | 1  | 7  |

- február 13., 14:00

| Sheet A            | Sheet A                       | 1 | 2 | 3 | 4 | 5 | 6 | 7 | 8 | 9 | 10 | VE |
| 1. end utolsó köve | Nagy-Britannia (Dryburgh)     | 1 | 0 | 1 | 0 | 0 | 0 | 1 | 0 | 0 | X  | 3  |
|                    | Egyesült Államok (Somerville) | 0 | 2 | 0 | 0 | 0 | 3 | 0 | 0 | 1 | X  | 6  |

| Csapat         | Helyezés |
| -------------- | -------- |
| Nagy-Britannia | 7.       |

### Női
- Kirsty Hay
- Edith Loudon
- Jackie Lockhart
- Katie Loudon
- Felsie Bayne

#### Eredmények
Csoportkör
| Nemzet           | Szkip                | Gy | V |
| ---------------- | -------------------- | -- | - |
| Kanada           | Sandra Schmirler     | 6  | 1 |
| Svédország       | Elisabet Gustafson   | 6  | 1 |
| Dánia            | Helena Blach Lavrsen | 5  | 2 |
| Nagy-Britannia   | Kirsty Hay           | 4  | 3 |
| Japán            | Ókucu Majumi         | 2  | 5 |
| Norvégia         | Dordi Nordby         | 2  | 5 |
| Egyesült Államok | Lisa Schoeneberg     | 2  | 5 |
| Németország      | Andrea Schöpp        | 1  | 6 |

- február 9., 9:00

| Sheet D            | Sheet D              | 1 | 2 | 3 | 4 | 5 | 6 | 7 | 8 | 9 | 10 | VE |
|                    | Japán (Ókucu)        | 0 | 2 | 0 | 1 | 1 | 0 | 0 | 1 | 0 | X  | 5  |
| 1. end utolsó köve | Nagy-Britannia (Hay) | 1 | 0 | 0 | 0 | 0 | 1 | 2 | 0 | 3 | X  | 7  |

- február 9., 19:00

| Sheet A            | Sheet A              | 1 | 2 | 3 | 4 | 5 | 6 | 7 | 8 | 9 | 10 | VE |
| 1. end utolsó köve | Dánia (Lavrsen)      | 1 | 1 | 1 | 0 | 0 | 2 | 0 | 2 | 2 | X  | 9  |
|                    | Nagy-Britannia (Hay) | 0 | 0 | 0 | 1 | 1 | 0 | 1 | 0 | 0 | X  | 3  |

- február 10., 14:00

| Sheet B            | Sheet B              | 1 | 2 | 3 | 4 | 5 | 6 | 7 | 8 | 9 | 10 | VE |
|                    | Norvégia (Nordby)    | 1 | 0 | 2 | 0 | 1 | 0 | 0 | 0 | 0 | 0  | 4  |
| 1. end utolsó köve | Nagy-Britannia (Hay) | 0 | 1 | 0 | 1 | 0 | 0 | 1 | 1 | 0 | 2  | 6  |

- február 11., 9:00

| Sheet D            | Sheet D                        | 1 | 2 | 3 | 4 | 5 | 6 | 7 | 8 | 9 | 10 | VE |
| 1. end utolsó köve | Nagy-Britannia (Hay)           | 0 | 3 | 2 | 0 | 2 | 0 | 0 | 0 | 1 | X  | 8  |
|                    | Egyesült Államok (Schoeneberg) | 0 | 0 | 0 | 2 | 0 | 1 | 1 | 1 | 0 | X  | 5  |

- február 11., 19:00

| Sheet C            | Sheet C              | 1 | 2 | 3 | 4 | 5 | 6 | 7 | 8 | 9 | 10 | VE |
|                    | Kanada (Schmirler)   | 0 | 0 | 1 | 0 | 4 | 1 | 0 | 2 | X | X  | 8  |
| 1. end utolsó köve | Nagy-Britannia (Hay) | 1 | 0 | 0 | 1 | 0 | 0 | 1 | 0 | X | X  | 3  |

- február 12., 14:00

| Sheet B            | Sheet B              | 1 | 2 | 3 | 4 | 5 | 6 | 7 | 8 | 9 | 10 | VE |
|                    | Nagy-Britannia (Hay) | 0 | 1 | 0 | 1 | 0 | 1 | 1 | 0 | 0 | 2  | 6  |
| 1. end utolsó köve | Németország (Schöpp) | 1 | 0 | 0 | 0 | 1 | 0 | 0 | 2 | 1 | 0  | 5  |

- február 13., 9:00

| Sheet C            | Sheet C                | 1 | 2 | 3 | 4 | 5 | 6 | 7 | 8 | 9 | 10 | VE |
| 1. end utolsó köve | Nagy-Britannia (Hay)   | 0 | 1 | 1 | 0 | 1 | 0 | 2 | 0 | 0 | X  | 5  |
|                    | Svédország (Gustafson) | 1 | 0 | 0 | 2 | 0 | 1 | 0 | 0 | 4 | X  | 8  |

Elődöntők
- február 14., 14:00

| Sheet B            | Sheet B              | 1 | 2 | 3 | 4 | 5 | 6 | 7 | 8 | 9 | 10 | VE |
|                    | Kanada (Schmirler)   | 0 | 1 | 0 | 1 | 0 | 1 | 0 | 2 | 0 | 1  | 6  |
| 1. end utolsó köve | Nagy-Britannia (Hay) | 1 | 0 | 1 | 0 | 0 | 0 | 2 | 0 | 1 | 0  | 5  |

Bronzmérkőzés
- február 15., 9:00

| Sheet C            | Sheet C                | 1 | 2 | 3 | 4 | 5 | 6 | 7 | 8 | 9 | 10 | VE |
| 1. end utolsó köve | Svédország (Gustafson) | 2 | 0 | 2 | 0 | 1 | 0 | 4 | 1 | 0 | X  | 10 |
|                    | Nagy-Britannia (Hay)   | 0 | 1 | 0 | 2 | 0 | 2 | 0 | 0 | 1 | X  | 6  |

| Csapat         | Helyezés |
| -------------- | -------- |
| Nagy-Britannia | 4.       |

## Műkorcsolya
| Versenyző      | Versenyszám  | Rövid program     | Rövid program | Rövid program | Kűr               | Kűr   | Kűr         | Összesítés         | Összesítés |
| Versenyző      | Versenyszám  | Több. hely. száma | Hely.         | Hely. pont.   | Több. hely. száma | Hely. | Hely. pont. | Helyezési pontszám | Helyezés   |
| -------------- | ------------ | ----------------- | ------------- | ------------- | ----------------- | ----- | ----------- | ------------------ | ---------- |
| Steven Cousins | Férfi egyéni | 9×6+              | 6.            | 3,0           | 5×7+              | 7.    | 7,0         | 10,0               | 6.         |

## Rövidpályás gyorskorcsolya
Férfi
| Versenyző                                                           | Versenyszám  | Előfutam | Előfutam | Negyeddöntő | Negyeddöntő | Elődöntő | Elődöntő | B döntő  | B döntő | Döntő   | Döntő   | Helyezés |
| Versenyző                                                           | Versenyszám  | Idő      | Hely.    | Idő         | Hely.       | Idő      | Hely.    | Idő      | Hely.   | Idő     | Hely.   | Helyezés |
| ------------------------------------------------------------------- | ------------ | -------- | -------- | ----------- | ----------- | -------- | -------- | -------- | ------- | ------- | ------- | -------- |
| Nicky Gooch                                                         | 500 m        | 1:08,907 | 4.       | kiesett     | kiesett     | kiesett  | kiesett  | kiesett  | kiesett | kiesett | kiesett | 29.      |
| Nicky Gooch                                                         | 1000 m       | 1:33,638 | 3.       | kiesett     | kiesett     | kiesett  | kiesett  | kiesett  | kiesett | kiesett | kiesett | 22.      |
| Matt Jasper                                                         | 500 m        | kizárták | kizárták | kiesett     | kiesett     | kiesett  | kiesett  | kiesett  | kiesett | kiesett | kiesett | 30.      |
| Matt Jasper                                                         | 1000 m       | 1:32,709 | 1.       | 1:31,798    | 2.          | 1:32,549 | 3.       | 1:34,285 | 4.      |         |         | 8.       |
| Dave Allardice Nicky Gooch Matt Jasper Matthew Rowe Robert Mitchell | 5000 m váltó |          |          |             |             | 7:11,955 | 3.       | 7:06,462 | 3.      |         |         | 7.       |

## Síakrobatika
Ugrás
| Versenyző    | Versenyszám | Selejtező | Selejtező | Döntő   | Döntő    |
| Versenyző    | Versenyszám | Pont      | Helyezés  | Pont    | Helyezés |
| ------------ | ----------- | --------- | --------- | ------- | -------- |
| Kevin Harbut | Férfi       | 168,32    | 20.       | kiesett | kiesett  |

Mogul
| Versenyző   | Versenyszám | Selejtező     | Selejtező     | Döntő   | Döntő    |
| Versenyző   | Versenyszám | Pont          | Helyezés      | Pont    | Helyezés |
| ----------- | ----------- | ------------- | ------------- | ------- | -------- |
| Tim Dudgeon | Férfi       | 16,32         | 28.           | kiesett | kiesett  |
| Sam Temple  | Férfi       | nem ért célba | nem ért célba | kiesett | kiesett  |